# Breckenridge (Minnesota)
Breckenridge – miasto w Stanach Zjednoczonych, w stanie Minnesota, siedziba administracyjna hrabstwa Wilkin.